# Coca-Cola C2
Coca-Cola C2 (також відома як Coca-Cola C2, C2 Cola або просто C2) — напій зі смаком коли, випущений компанією Coca-Cola вперше в Японії.  потім пізніше 7 червня 2004 року в Сполучених Штатах (і незабаром після цього в Канаді), у відповідь на тенденцію дієти з низьким вмістом вуглеводів. Цей продукт Coca-Cola продавався як такий, що містить вдвічі менше вуглеводів, цукру та калорій порівняно зі стандартною Coca-Cola. Він містив аспартам, ацесульфам калію та сукралозу на додаток до кукурудзяного сиропу з високим вмістом фруктози, який зазвичай міститься в напоях кола, що продаються в Америці.
Окрім кукурудзяного сиропу з високим вмістом фруктози, одна банка Coca-Cola C2 об'ємом 12 унцій містить 19 мг аспартаму, 4 мг сукралози та 19 мг ацесульфаму калію. Дизайн упаковування відрізняється від інших продуктів Coca-Cola тим, що логотипи надруковані чорним кольором. Для маркетингу на радіо, телебаченні та в кінотеатрах використовувалася пісня Queen "I Want to Break Free". Однак коли вона була вперше представлена, використовувалася пісня The Rolling Stones "You Can't Always Get What You Want ". Різні гонщики NASCAR Cup Series використовували схеми фарбування в гонці Pepsi 400 2004 року, щоб рекламувати новий напій.
Американські продажі не виправдали попередніх очікувань головним чином через відсутність інтересу споживачів до середньокалорійної газованої води, а також частково через успіх Coca-Cola Zero, безкалорійної версії Coca-Cola ; однак Coca-Cola заявила, що бренд залишиться у своїй лінійці, навіть якщо Pepsi припинила випуск свого еквівалентного продукту Pepsi Edge наприкінці 2005 року, лише через рік після його появи. Багато полиць магазинів повністю замінили продукт на Coca-Cola Zero через обмеження щодо демонстрації, полиць і зберігання, а з появою Coca-Cola Cherry Zero продукт зник з усіх полиць магазинів, де він залишався раніше, а у 2013 році він був замінений Coca-Cola Life, яка рекламувалася за використання стевії на відміну від штучних підсолоджувачів.